# Kružno
Kružno este o comună slovacă, aflată în districtul Rimavská Sobota din regiunea Banská Bystrica. Localitatea se află la altitudinea de 271 m deasupra n.m., se întinde pe o suprafață de 6,2 km2 și în 2017 număra 375 de locuitori. Se învecinează cu comuna Sušany.

## Demografie
| An:                | 1994 | 2004   | 2014   | 2024   |
| ------------------ | ---- | ------ | ------ | ------ |
| Număr de persoane: | 323  | 352    | 366    | 360    |
| Diferență:         |      | +8,97% | +3,97% | −1,63% |

| An:                | 2023 | 2024   |
| ------------------ | ---- | ------ |
| Număr de persoane: | 359  | 360    |
| Diferență:         |      | +0,27% |